# 악샤이 벵카테시
악샤이 벵카테시(Akshay Venkatesh, 1981년 11월 21일 ~ )는 오스트레일리아의 수학자로, 연구 분야는 정수론, 대수학 등이다. 현재 프린스턴 고등연구소에 재직 중이다.
인도 델리 지역에서 태어났으며, 곧 가족 전체가 호주 퍼스로 이주했다. 어린 시절부터 영재교육을 받았으며, 1993년 11세의 나이로 국제 물리 올림피아드에서 동메달을 수상하고 이듬해 수학으로 관심분야를 바꾸어 1994년 국제 수학 올림피아드에서 동메달을 수상한다. 13세에 최연소의 나이로 웨스턴 오스트레일리아 대학교에 입학하여 3년만에 학사과정을 마쳤고, 이후 미국으로 유학하여 2002년 박사학위를 받았다. 2018년 여러 수학 분야의 통합에 기여한 공헌으로 필즈상을 수상했다.